# Charles Mousset
Charles Louis Télesphore Mousset (Brussel, 28 januari 1858 - Elsene, 10 december 1931) was een Belgisch volksvertegenwoordiger.

## Levensloop
Letterzetter van beroep, bekroonde Mousset zijn drukkersloopbaan als directeur van het Belgisch Staatsblad (1911-1924).
Hij had de benoeming in deze functie te danken aan het feit dat hij van 1894 tot 1900 katholiek volksvertegenwoordiger was voor het arrondissement Brussel.
Van 1892 tot 1901 was hij voorzitter van de Vereeniging voor de zondagsrust in België.  